# Garleton Hills
Le Garleton Hills (in italiano traducibile come "colline di Garleton") sono una catena di basse colline della Scozia.

## Geografia

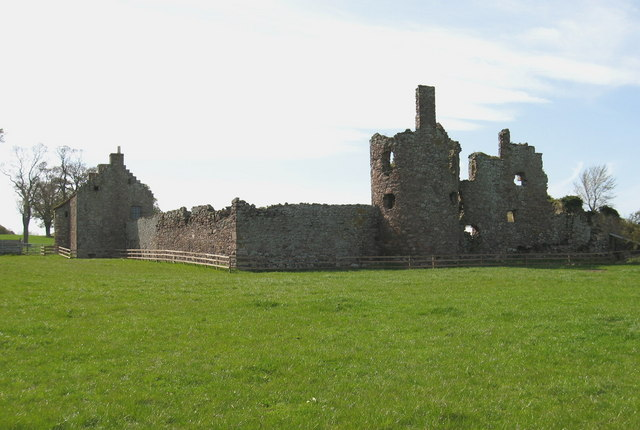
Il castello di Garleton

Le Garleton Hills si trovano a nord di Haddington, nell'East Lothian. Nonostante la collina più alta, Skid Hill, abbia una altitudine di soli 610 piedi (190 m)
, le colline sono un importante punto di riferimento nel paesaggio della zona. Sul rilievo più ad ovest è stato costruito l'Hopetoun Monument, una torre in mattoni dedicata alla memoria di John Hope, il IV conte di Hopetoun, che comandò la British Army nel corso della Guerra d'indipendenza spagnola dopo la morte di John Moore a La Coruña. Il castello di Barnes si trova nella zona meridionale delle colline, mentre quello di Garleton sul loro versante settentrionale.

## Geologia

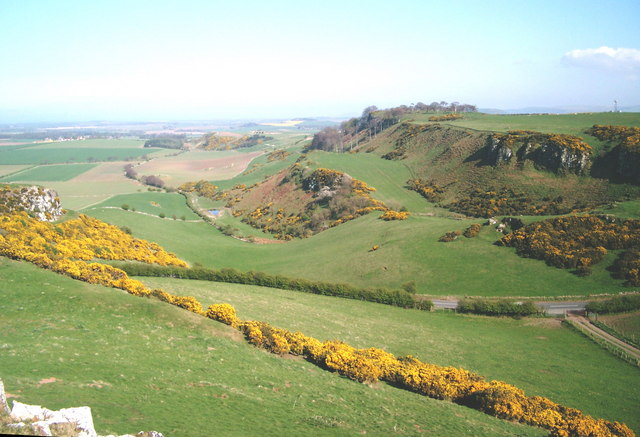
Vista sulle colline

Le Garleton Hills sono di origine vulcanica. Tra le rocce presenti sono largamente rappresentate il tufo e le lave trachitiche del Carbonifero. La catena di colline è stata censita da Scottish Natural Heritage come Geological Conservation Review site (nr. 1155) e dal British Geological Survey come Site of Special Scientific Interest (nr.: 671)..